# Cephalaria peshmenii
Cephalaria peshmenii är en tvåhjärtbladig växtart som beskrevs av Hüseyin Sümbül. 
Cephalaria peshmenii ingår i släktet jätteväddar, och familjen Dipsacaceae. Inga underarter finns listade i Catalogue of Life.